# Armsheim
Armsheim là một xã thuộc huyện Alzey-Worms, bang Rheinland-Pfalz, nước Đức. Xã Armsheim có diện tích 10,05 km².